# Hexanchorus usitatus
Hexanchorus usitatus is een keversoort uit de familie beekkevers (Elmidae). De wetenschappelijke naam van de soort werd in 1992 gepubliceerd door Spangler & Santiago-Fragoso.